# Hermann von Pillersdorff
Hermann von Pillersdorff, též Heřman svobodný pán z Pillersdorffu, uváděn také jako Pillerstorff (15. prosince 1817 Branky – 30. května 1887 Vídeň), byl rakouský a český politik německé národnosti, v 2. polovině 19. století zemský prezident Slezska a poslanec Říšské rady.

## Biografie
Jeho strýcem byl významný rakouský politik Franz von Pillersdorf. Hermann pracoval ve státní službě. Zastával funkci místodržitelského rady v hornouherském Trenčíně, později byl županem. Od 28. dubna 1863 do 25. června 1866 zastával úřad zemského prezidenta (místodržitele, tedy nejvyššího představitele státní správy) Slezska. Z funkce byl odvolán (alespoň podle pozdější analýzy českého Opavského týdenníku) pro svůj útěk z Opavy v době začínající prusko-rakouské války a hrozby pruské invaze. Návrh na Pillersdorffovo sesazení měl iniciovat státní ministr Richard Belcredi. Vídeňská Neue Freie Presse ale v Pillersdorffově nekrologu uvádí, že z Opavy odešel úmyslně, aby zachránil zemskou pokladnu před pruskou konfiskací. Od Belcrediho měl obdržet i písemný souhlas s tím, aby se přes Jablunkovský průsmyk evakuoval do Uherska. Pillersdorff ale mezitím získal informace, že Jablunkovský průsmyk již není bezpečný a proto se přemístil do Hranic s úmyslem použít pro evakuaci Vlárský průsmyk. V Hranicích mu ovšem byl doručen výnos, že je penzionován.
V 60. letech 19. století byl zvolen za poslance Slezského zemského sněmu za velkostatkářskou kurii. Zemský sněm ho roku 1864 delegoval i do Říšské rady (tehdy ještě volené nepřímo) za kurii velkostatkářskou. 12. listopadu 1864 složil slib. Opětovně byl zemským sněmem do vídeňského parlamentu vyslán roku 1867, nyní za kurii venkovských obcí, a roku 1870 a 1871. Uspěl i v prvních přímých volbách do Říšské rady roku 1873, kdy byl zvolen za velkostatkářskou kurii na Moravě. V Říšské radě setrval do konce jejího funkčního období v roce 1879. Zastával funkci druhého místopředsedy Poslanecké sněmovny.
Koncem 60. let se přiklonil k tzv. Ústavní straně, liberálně a centralisticky orientovaná, odmítající federalistické aspirace neněmeckých etnik. Jako centralistického kandidáta ho podpořili slezští němečtí voliči a byl zvolen na zemský sněm. V Říšské radě podporoval rakousko-uherské vyrovnání. V roce 1870 byl na zemský sněm zvolen za velkostatkářskou kurii.
Za liberální vlády byl roku 1868 rehabilitován. A poté, co zemský prezident August von Merkl odešel na penzi, byl Pillersdorff opětovně jmenován do čela zemské správy v Slezsku. Česká menšina ve Slezsku ho vnímala jako exponenta tehdejší liberální vídeňské vlády (vláda Karla von Auersperga) a jejího ministra Karla Giskry. Ve funkci zemského prezidenta byl ještě v roce 1870. Když ale v průběhu onoho roku nastoupila nová vláda Alfreda von Potockého, učinila návrh na jeho odvolání, což česká komunita uvítala. Úřadu byl zproštěn v září 1870. Důvodem pro odvolání bylo, že spolu s několika dalšími zástupci Ústavní strany z řad zemských prezidentů a místodržitelů hlasoval v Říšské radě proti Potockého vládě.
Byl mu udělen Řád Františka Josefa. Vlastnil statek Branky na Moravě. Město Opava mu udělilo čestné občanství. Jeho manželkou byla od roku 1849 dcera velkoprůmyslníka Libora J. Kleina Adolfina. Jeho starší syn Hermann von Pillersdorff mladší (18. květen 1850 Brno – 10. říjen 1907 Brno) byl v 2. polovině 80. let 19. století okresním hejtmanem při místodržitelství v Brně. Mladší syn Robert Viktor (1854–1905) vlastnil velkostatek Neplachovice. Dcera Julie (1859–1919) se provdala za Huberta Kleina.
Zemřel v květnu 1887. Tělo zesnulého pak bylo převezeno do Branek na Moravě.